# Estación de Burghalden
La estación de Burghalden es una estación ferroviaria de la localidad de Burghalden, perteneciente a la comuna suiza de Richterswil, en el Cantón de Zúrich.

## Historia y ubicación
La estación se encuentra ubicada en el centro de la localidad de Burghalden, situada al oeste de la comuna de Richterswil. Fue inaugurada en 1877 con la apertura de la línea férrea Wädenswil – Einsiedeln por parte del Wädenswil–Einsiedeln-Bahn, que posteriormente sería absorbido por  Schweizerischen Südostbahn (SÖB). Cuenta con dos andenes laterales, a los que acceden dos vías pasantes.
En términos ferroviarios, la estación se sitúa en la línea  Wädenswil – Einsiedeln. Sus dependencias ferroviarias colaterales son la estación de Wädenswil, donde se inicia la línea y el apeadero de  Grüenfeld en dirección Einsiedeln.

## Servicios ferroviarios
Los servicios ferroviarios de esta estación están prestados por SÖB:

### S-Bahn
S-Bahn Zúrich
La estación está integrada dentro de la red de trenes de cercanías S-Bahn Zúrich, donde efectúan parada los trenes de una línea perteneciente a S-Bahn Zúrich:
- S 13 Wädenswil – Samstagern – Einsiedeln